# Естадіо Франциско Морацан
«Естадіо Франциско Морацан» (ісп. Estadio Francisco Morazán) — футбольний стадіон у місті Сан-Педро-Сула, Гондурас, домашня арена футбольних клубів «Реал Еспанья» та «Депортіво Маратон».
Стадіон побудований та відкритий 1938 року. У 1974 році реконструйований та розширений. Має потужність 18 000 глядачів. У 2015 році відкритий після капітальної реконструкції.
Арені присвоєно ім'я видатного політичного діяча Латинської Америки Франциско Морацана.